# ジェームズ・ブレグマン
ジェームズ・スティーブン・“ジム“・ブレグマン（James Steven "Jim" Bregman、1941年11月17日 - ）は、アメリカ合衆国の柔道家である。階級は中量級。身長170cm。体重80kg。1964年東京オリンピックの中量級で銅メダルを獲得した。

## 生涯
ブレグマンは1941年11月17日にバージニア州アーリントン郡のユダヤ人の家庭に生まれた。父はグリーンバレー（ナウック）で食料品店を営んでおり、一家はその2階に住んでいた。
ブレグマンは12歳のときに柔道を初めた。ブレグマンは子供の頃、喘息を患っていた。持久力をつけるために、体操やタップダンス、バトントワリングなど様々な室内競技を試したが、柔道の場合は水を得た魚のごとく性に合ったという。フェアリントン小学校までバス通学した後、アーリントンのウェイクフィールド高校を卒業した。幼い頃からペンタゴンの職員向け体育クラブ内の柔道クラブやワシントン柔道クラブで練習し、15歳のときに黒帯を獲得した。高校卒業後、日本の上智大学経済学部に進学した。日本では講道館で練習し、さらに明治大学や早稲田大学の柔道部でさらに高度なトレーニングを受けた。
1964年、アメリカ大学協会(AAU)のシニア全米柔道選手権で優勝した。同年に開催された東京オリンピックでは柔道が初めて公式競技に採用され、ブレグマンはアメリカ代表チームの一人に選出された。このチームは、ユダヤ系アメリカ人（ブレグマン）、日系アメリカ人（ポール・マルヤマとコーチのヨシ・ウチダ）、ネイティブアメリカン（ベン・ナイトホース・キャンベル）で構成されていた。ブレグマンは中量級に出場し、準決勝で東西統一ドイツ代表のヴォルフガング・ホフマンに腕挫十字固で敗れたものの、銅メダルを獲得した。この大会の柔道競技でメダルを獲得したアメリカ人はブレグマンだけだった。
1965年には、パンナム選手権の176ポンド(80kg)級で優勝、イスラエルで開催されたマカビア競技大会で優勝、リオデジャネイロで開催された世界選手権では3位となった。
1966年に膝の手術を受けたことで現役を引退した。1967年、ケン・ブッシュとともにワシントンD.C.に「オリンピック柔道クラブ」を開設し、アメリカにおける資格を持った柔道指導者の不足の解消に務めた。ブレグマンは生涯を通じて、アメリカの若者の柔道の練習環境の改善に務めたが、アメリカのシステムには欠陥があると感じていた。1968年、米国柔道協会の設立に関わり、その会長を3期務めた。
2018年1月、ブレグマンは米国柔道協会から最高段位である十段の位を授与された。また、USA柔道の米国柔道殿堂に殿堂入りしている。